# Сахновський Костянтин Вікторович
Костянтин Вікторович Сахновський (14 грудня 1879 — 9 грудня 1971, м. Ленінград) — російський та радянський військовий інженер та науковець, спеціаліст у галузі залізобетонних конструкцій, доктор технічних наук, генерал-майор інженерно-авіаційної служби. Заслужений діяч науки та техніки РРФСР. Дійсний член Академії будівництва та архітектури СРСР (з 1957 р.). Походив зі старшинсько-козацького роду на Полтавщині.

## Біографія
Народився 14 грудня 1879 року у селі Григорівка, Манжеліївської волості, Полтавської губернії (за іншими даними — у селі Сахновщина Харківської губернії), у багатодітній (9 дітей) сім'ї збіднілих дворян.  
- 1898 — закінчив Петровський Полтавський кадетський корпус;
- 1901 — закінчив Миколаївське інженерне училище по 1-му розряду;
- Учасник російсько-японської війни (1904-1905);
- 1908 — закінчив Миколаївську інженерну академію (Петербург) по 1-му розряду, з малою срібною медаллю із занесенням імені його на почесну дошку в конференц-залі Академії, а також правом переведення у військові інженери, отримав звання капітана;
- 1910-1914 — працював на будівництві Кронштадтської фортеці;
  - 1911-1914 — також, на будівництві фортець і відкритих інженерних споруд на острові Березань (акваторія Чорного моря);
- 1914-1918 — працював на будівництві фортеці Свеаборг;
- 1918—1922 — працював на будівництві Нижньосвірської ГЕС та інших об'єктах.
- 1918-1932 — викладав в Військово-технічної академії РСЧА.
  - Одночасно (1925—1936) працював у тресті «Ленінградбуд», «Машинобудпроект» та інших.
- 1936-1941 — професор Ленінградського інституту інженерів цивільного повітряного флоту.
- З 1941 року — професор Ленінградської військово-повітряної інженерної академії імені М. Є. Жуковського.

К. В. Сахновський брав активну участь у проєктуванні шахтних пускових установок та захищених пунктів управління.
Помер 9 грудня 1971 року та похований на Серафимівському кладовищі у Ленінграді (нині — Санкт-Петербург).

## Праці
Розробив понад 70 наукових праць та підручників. Основні праці Костянтина Вікторовича присвячені питанням залізобетонних конструкцій: теорії, розрахунку, пошуку раціональних конструкцій.

Він автор курсу «Железобетонные конструкции» (7 вид., 1951; перше видання мало назву «Железобетонные сооружения», 2 чч., 1924—31). 
Світове визнання отримали виконані Сахновським узагальнення та аналіз досягнень у галузі теорії та практики створення споруд із залізобетонних конструкцій. Його монографія «Железобетонные конструкции», видана у 1924 році, була прийнята як підручник у вітчизняних та закордонних вишах. У зв'язку з розвитком теорії та практики проектування та застосування залізобетонних конструкцій, підручник періодично перероблявся його автором та витримав дев'ять видань. Підручник перекладено китайською та п'ятьма європейськими мовами; він широко використовувався та використовується у навчальному процесі вітчизняних та закордонних вишів, у проєктних організаціях та безпосередньо будівельниками.
Також:
- Научный отчет с выводами по Березанским опытам над бетонными сооружениями (1912);
- Предварительно напряженный железобетон (1938);
- Специальные сооружения аэропортов / сост. К. В. Сахновский, Н. И. Хомутинников, И. И. Коптев и др. — Л.; М.: Стройиздат Наркомстроя, 1941. — 432 с.;
- Конструкции ангаров. — Л., 1952 (у співавторстві).

## Нагороди
- орден Святого Володимира IV ступеня (ВП 26.01.1914);
- 2 ордени Леніна;
- орден Червоного Прапора;
- 2 ордени Червоної Зірки;
- орден «Знак Пошани»;
- орден Вітчизняної війни II ступеня;
- медалі.